# Luigi Frunzio
Luigi Frunzio (Foggia, 1º gennaio 1913 – Napoli, 3 dicembre 1998) è stato un ingegnere e politico italiano.
Nel 1958 fu eletto deputato nel collegio di Napoli per la Democrazia Cristiana, ricoprendo tale incarico durante la III legislatura della Repubblica Italiana.
Inoltre fu anche Presidente Provinciale delle ACLI di Napoli, fondatore della Fondazione "Adone Zoli", presidente della SISSEL (Scuola Italiana di Servizio Sociale ed Esperti del Lavoro) e Direttore generale delle Ferrovie dello Stato.
Era sposato con Maria Giovanna Zoli (Firenze, 1913 - Napoli, 2001).
Commissario della Stazione Zoologica di Napoli Anton Dohrn.